# 沿河乡 (达州市)
沿河乡，是中华人民共和国四川省达州市达川区曾经下辖的一个乡。2019年12月，撤销沿河乡，将其所属行政区域划归石桥镇管辖。

## 行政区划
沿河乡撤销前下辖以下地区：
街道社区、高峡子村、中文村、黄柳坪村、魏家坡村、大林沟村、白发寺村、左家沟村、灵观村、沿河坝村和骑龙寨村。